# Schistostephium hippiifolium
Schistostephium hippiifolium es una especie de planta floral del género Schistostephium, tribu Anthemideae, familia Asteraceae. Fue descrita científicamente por Hutch.
Se distribuye por Sudáfrica. Puede alcanzar los 1,2 metros de altura. Se encuentra a altitudes de 1000-2000 metros.